# Claudio Gabis
Claudio Gabis (Ciutat de Buenos Aires, Argentina, 18 de març de 1949) és un guitarrista, compositor i pedagog, reconegut com un dels fundadors del moviment de Rock de l'Argentina i pioner del Blues en aquest país: primer amb el trio Manal, considerat amb Almendra i Los gatos, grup fundacional del rock argentí i després amb La Pesada del Rock and Roll amb la qual va gravar diversos discos entre ells Vida, el primer del duo Sui Generis. Gabis ha col·laborat amb artistes argentins, brasilers i espanyols i va ensenyar música moderna en classes de mestre.
La revista Rolling Stone de l'Argentina eposa Gabis al cinquè lloc entre els millors guitarristes argentins.

## Biografia

### Inicis
Claudio Gabis va aprendre a tocar la guitarra de manera autodidacta, interessant-sobretot a la música afroamericana. El 1967, va conèixer el bateria, compositor i cantant Javier Martínez, apassionat també pel blues i el jazz.

### Manal (1967-1971)
Ja el 1968, Gabis va gravar al primer senzill de Los Abuelos de la Nada, el tema «Diana divaga», però no va arribar a formar part de la banda. A Martínez i Gabis es va sumar Alejandro Medina, baixista i cantant amb experiència, provinent del grup beat Los Seasons. El trio que van formar, Manal, és reconegut per haver estat pioner del blues cantat en castellà. amb lletres, compostes majoritàriament per Javier Martínez, es reflecteixen llocs i situacions de Buenos Aires. Un dels temes més emblemàtics és «Avellaneda Blues», compost per Gabis i Martínez, una aquarel del paisatge portuari i industrial del sud de Buenas Aires.
Les grans companyies no es van interessar en la banda, així que el grup no va aconseguir actuar ni gravar fins a l'aparició del segell Mandioca, primer discogràfica independent de rock argentí creada per Jorge Álvarez i Pedro Pujó. Segell i grup van debutar, juntament amb Miguel Abuelo, a la Sala Apolo del carrer Corrientes el 12 de novembre de 1968. Manal va aconseguir popularitat el 1970, seguit no només pel públic rocker, sinó també pels amants del jazz, que apreciaven les improvisacions del trio i la sonoritat bluesy de la guitarra de Gabis. El trio també va realitzar la banda sonora del llargmetratge Tiro de Gràcia, dirigit per Ricardo Becher, un dels pocs testimonis fílmics que reflecteixen la bohèmia de l'Institut Di Tella i el bar Moderno, epicentres de l'Underground de Buenas Aires d'aquesta època.
Mentrestant, una «oportuna oferta» de RCA els va convèncer d'emigrar a «una companyia important» i Manal va signar amb RCA i va entrar als Estudis Ion per gravar nous temes. El primer senzill va ser «Elena» /«Doña Laura», i poc després va sortir el seu segon àlbum, El León (1971). La banda es va dissoldre a la fi d'aquest mateix any.

### La Pesada del Rock and Roll (1972-1973)
El 1971, després d'un viatge a Brasil, durant el qual va conèixer a diversos artistes brasilers (Caetano Veloso i Gilberto Gil, entre d'altres), Claudio Gabis es va incorporar a La Pesada del Rock and Roll, banda liderada per Billy Bond, amb la qual va gravar els seus dos primers treballs com a solista, «Claudio Gabis i La Pesada» i «Claudio Gabis», i diversos altres discos, com ara Vida el primer de Sui Generis, Cristo Rock de Raúl Porchetto i el primer àlbum de David Lebón. A més va participar en els discos solistes d'altres membres de «La Pesada» (Billy Bond, Alejandro Medina, Kubero Díaz i Jorge Pinchevsky), en la versió que el grup realitzar de «la Bíblia» de Vox Dei, i en l'últim de la banda completa («Tontos»), gravat després del fallit festival de rock en el qual van resultar danyades les instal·lacions de l'estadi Luna Park el 20 d'octubre de 1972, a causa de l'enfrontament entre les forces de l'ordre i el públic assistent al concert.

### Exili voluntari: Brasil i USA (1973-1985)
Claudio Gabis es va radicar a Rio de Janeiro, Brasil, on es va vincular amb el trompetista Marcio Montarroyos, al costat de qui va integrar la banda del cantant Ney Matogrosso, acompanyant-lo en les seves actuacions i participant en l'enregistrament del seu primer àlbum solista. El 1976, es va traslladar a Boston, EUA, per estudiar al Berklee College of Music. El 1977, de tornada al Brasil, va formar part de la banda de jazz fusió «Index», amb la qual va gravar i tocar en concerts en diferents ciutats brasileres i al Festival de Cascais a Portugal. Paral·lelament, com a docent, va col·laborar en la formació de reconeguts músics brasilers, entre ells els guitarristes Torcuato Mariano i Celso Fonseca i el baixista i productor Liminha.
El 1981, just una dècada després de la dissolució de Manal, Gabis va participar en el retrobament del trio que es va realitzar a Buenos Aires. En diversos multitudinaris concerts, el trio va gravar un àlbum en viu i mesos més tard un altre estudi amb temes inèdits (Reunió de 1981), presentant-se a més en altres ciutats del país. Durant aquest període, que es va perllongar fins a la fi de 1981, van tornar a sorgir divergències entre els membres del trio, per la qual cosa aquests van decidir donar per acabada la reunió. Gabis va retornar al Brasil, mentre que Medina i Martínez van romandre a l'Argentina.

### Retorn temporal a l'Argentina (1985-1989)
El 1984 va tornar a l'Argentina, on va impartir seminaris per a diverses institucions educatives, col·laborar en revistes i programes de ràdio més va compondre bandes sonores de cinema, teatre i dansa. El 1985 va formar el grup «La Nau», amb el qual va registrar un únic disc. Aquest mateix any va rebre, com a membre del trio Manal, el Diploma al mèrit de la Fundació Konex Va participar com a convidat en àlbums de diversos artistes, entre els quals Como conseguir Chicas, de Charly García.

### Mudança a Madrid (1989)
A 1989, Claudio Gabis es va radicar a Madrid, Espanya, i es va incorporar a l'Escola de Música Creativa, institució dedicada a l'ensenyament de jazz i música moderna, ocupant en el 2000 el càrrec de director fins a la seva allunyament el 2003. Paral·lelament va liderar els grups 'Noches de Blues' i el 'Claudio Gabis Cuarteto', dedicat al jazz fusió, que es va presentar al Festival Internacional Mardel Jazz, el 1993.
El seu disc solista Convocatòria I (1995), produït per Alejo Stivel, on van participar com a convidats León Gieco, Horacio Fontova, Joaquín Sabina, Charly García, Ricardo Mollo, Andrés Calamaro, Teddy Bautista, Fito Páez, Luz Casal, Claudia Puyó i Pedro Guerra, entre d'altres, va ser presentat al Roxy, Buenos Aires, amb Charly García, León Gieco i Alejandro Medina. El 1997 va editar un segon volum amb temes gravats en la mateixa època, i el 2000 un àlbum doble que inclou el material de tots dos volums i dues cançons addicionals gravades amb la Mississippi Blues Band. La portada i interior de l'àlbum van ser realitzades per l'artista gràfic Rocambole (Ricardo Cohen).

### Actualitat
El 2006, Gabis va participar en el «Concert Celebració de la Independència Argentina», a la Sala Heinneken, Madrid, amb Ariel Rot i convidats. L'esdeveniment va ser patrocinat per l'Ambaixada Argentina.
El 2007 va actuar al Festival de Jazz de Buenos Aires, en el Teatre ND Ateneo, i va oferir un recital al Saló Blanc de la Casa Rosada, seu del govern argentí, amb la participació de León Gieco, Claudia Puyó, Leo Sujatovich, Jorge Senno i Ciro Fogliatta, entre altres convidats. El concert va ser organitzat per la Presidència de la Nació.
El 27 novembre 2008 Claudio Gabis va celebrar el seu quarantè aniversari de la seva carrera musical amb un concert a la Casa d'Amèrica de Madrid, amb la participació d'Ariel Rot, Andy Chango, Marcelo Champanier i Leonor Marchessi, entre d'altres. El concert va ser afavorit per la Casa d'Amèrica i l'Ambaixada Argentina.
Des 2012, dirigeix i condueix el programa «La Confraria del Blues» a Ràdio Cercle de Madrid (FM 100.4 MHz), on s'emeten blues d'artistes de diferents èpoques, es narra les seves històries, es fan entrevistes a músics contemporanis i es realitzen actuacions en viu.
Entre el 12 d'octubre al 15 novembre 2012 va realitzar una gira per Argentina, tocant a Ramos Mejía, Concòrdia, Vila Ramallo, La Plata i Mendoza (en aquesta última amb Alejandro Medina). També va impartir un taller de 'blues' a Rosario.
El 7 abril 2013 Gabis brindo un concert a la plaça Alsina, Avellaneda, pel 161 aniversari de la ciutat i amb l'objectiu d'ajuntar donacions per a les víctimes de la Inundació a Buenos Aires del 2013 uns dies abans. El recital, al qual van concórrer més de 7000 persones va comptar amb la participació de l'orquestra Simfònica d'Avellaneda, León Gieco -qui va obrir l'esdeveniment- Claudia Puyó, Alejandro Medina, Jorge Senno, Ricardo Tàpia i Ciro Fogliatta.
Entre octubre i desembre de 2013, en nova gira per Argentina, va tocar al programa de televisió Dur de domar, va brindar un concert a l'Aula Magna del 'Col·legi Nacional de Buenos Aires, va fer enregistraments per a les ràdios Rock & Pop i Vorterix, va realitzar cursos i concerts a les províncies de Buenos Aires, Rio Negro i Còrdoba, va participar en la gala i concert al Teatre Colón en celebració del 150è aniversari del Col·legi Nacional Bons Aires i es va presentar en diverses ciutats de la província d'Entre Rios, on brindo clíniques musicals i concerts, i va oferir un concert a la Casa de la Cultura de la ciutat de Paraná.
Al desembre de 2013 es va reeditar Convocatòria a àlbum doble, aquesta vegada amb vint cançons. Es van afegir els temes «Mudances» i «Això s'acaba aquí», el primer es tracta d'un rock and roll de la darreria dels anys vuitanta, i el segon és una cançó composta originalment el 1973, però recentment regrabada amb l'addició d'una nova estrofa.

## Activitats pedagògiques
Ja en temps de Manal, la seva disposició a ensenyar va induir a molts joves músics a prendre classes amb ell, explicant-se entre ells els germans Sergio Makaroff i Eduardo Makaroff, Leo Sujatovich i Ariel Rot. Aquesta inclinació es va consolidar quan el 1970 el guitarrista va conèixer la musicòloga i pedagoga Violeta Hemsy de Gainza qui el va introduir en la metodologia de l'educació musical i el va animar a desenvolupar aquesta faceta de la seva vocació de forma seriosa i sistemàtica. Des de llavors, Gabis va desenvolupar una permanent activitat en el camp educatiu, impartint seminaris i col·laborant amb publicacions i institucions especialitzades en l'ensenyament de la música moderna. El 1989, ja radicat a Madrid, Gabis es va bolcar més encara a aquesta activitat, fet que es va plasmar en els tretze anys que va estar al capdavant de l'Escola de Música Creativa de Madrid, en els cinc que va dedicar a l'escriptura del llibre Harmonia Funcional, i en els cursos que va impartir a Espanya, Argentina, Brasil i altres països, afavorits per entitats com AIE (Associació d'Intèrprets i Executants) i SGAE (Societat General d'Autors i Editors). Així mateix, des 2000 a 2003, presideix la Comissió Pedagògica d'Emmen (European Modern Music Education Network), institució que reuneix escoles de música moderna d'Europa.

## Discografia
amb Manal
* «Qué pena me das» / «Para ser un hombre más» (senzill), Mandioca (1968).
* «No pibe» / «Necesito un amor» (senzill), Mandioca (1969).
* «Manal», Mandioca (1970).
* «Jugo de tomate» / «Avenida Rivadavia» (senzill), Mandioca (1970).
* «Doña Laura» / «Elena» (senzill), RCA (1970).
* «El león», RCA / 1971.
* «Manal» (compilatori): té temes de 'El Lleó' ', senzills i inèdits, RCA (1972).
* «Manal» (àlbum doble recopilatori): té temes del primer disc més algunes pistes in-edites, Talent / Microfón (1973).
* «Reunión», CBS (1981).
* «Manal en Obres», Tonodisc (1982).
* «Cronología» (Temes de El León amb bonus tracks), RCA (1992).
Amb La Pesada del Rock and Roll
* «Billy Bond y La Pesada del Rock and Roll: Tontos (operita)», Music Hall (1973).
* «Jorge Pinchevsky, su Violín Mágico y La Pesada», Harvest / EMI (1973).
* «Kubero Diaz y La Pesada», Music Hall (1973).
* «Billy Bond y La Pesada del Rock and Roll Vol. 4», Music Hall (1973).
* «Alejandro Medina y La Pesada», Music Hall (1974).
* «La Bíblia», amb el «Ensamble Musical de Buenos Aires», Talent / Microfón (1974).
Com a solista
* «Claudio Gabis y La Pesada», Microfón (1973) (reeditat per Sony-BMG en CD).
* «Claudio Gabis», Microfón (1974) (reeditat per Sony-BMG en CD).
* «Convocatòria I», Warner / 1995.
* «Convocatòria II», Warner / 1997.
* «Claudio Gabis, Convocatòria (àlbum doble)», àlbum doble, dos bonus tracks amb 'La Mississippi' ', DBN / 2000.
* «Claudio Gabis en el Salón Blanco», Presidència de la Nació, DVD 2007.
* «Convocatoria (álbum_doble)», reedició àlbum doble, dos bonus tracks gravats a Madrid, Fonocal / 251 / febrer 2013.
Anb La Nave
- "Cuenta regresiva», MH/1987

Colaboraciones con otros artistas
- El Grupo de Gastón, «Oasis» primer LP, CBS, 1968.
- Los Abuelos de la Nada, «Diana divaga», primer simple CBS. 1968
- Moris, «Treinta minutos de vida», LP Mandioca. 1970
- Ciro Fogliatta, «Música para el amor joven» LP RCA, 1970.
- Johnny Tedesco, «Gata de la piel oscura», simple, RCA, 1970.
- Donna Caroll, LP, Microfón, 1973.
- Sui Generis, «Vida», LP, Microfón, 1974.
- La Banda del Paraíso RCA, 1974.
- Raúl Porchetto, «Cristo Rock», LP, Microfón, 1974.
- David Lebón, «David Lebón», primer LP, Microfón/1974.
- Ney Matogrosso, primer LP, Continental Brasil, 1975.
- Marcos Resende e Index, primer LP, Phillips Brasil, 1978.
- Marcos Resende e Index, «Projeto Trindade», Film y LP, 1978.
- Charly García, «Cómo conseguir chicas», LP.
- Miguel Abuelo, «Buendía, día», LP.
- Charly García, «La Hija de la Lágrima», LP.
- Charly García, «El aguante», LP.
- Los Lunes, LP
- David Broza, «Isla Mujeres», LP, DRo (Warner) 2000.
- Dana, LP
- Alex de la Nuez, LP
- Cristina del Valle, «El Dios de las Pequeñas Cosas, LP EMI 1999.
- Ciro Fogliatta and The Bluesmakers, «Live at Barcelona» LP Sara Records.
- Ciro Fogliatta, «Miss Parrot», LP Melopea 2003.
- Antonio Birabent, LP Subterfuge Records 2000.
- Pajarito Zaguri, «Hasta el 2000 también», LP Utopía 2000.
- Pajarito Zaguri, «El Mago de los Vagos», LP Utopía.
- Claudio Tadei, «Para el Sur el Norte está lejos», LP.
- León Gieco, «Por Partida Doble», LP, EMI 2001.
- «Al Maestro con Cariño, Homenaje a Spinetta», LP, Sony-BMG.
- Jorge Senno, «Barraca Peña». LP Docksound Records 2001.
- Jorge Senno, «Blues desde el fin del mundo», LP Docksound Records 2006.
- Ñaco Goñi, «Blues con los Colegas», LP NG 2006.
- José Luis Pardo & The Mojo Workers, LP 2007.
- Joe Vasconcelhos, LP Discos Autor (SGAE), 2009.
- Andrés Calamaro, «Andrés», DVD, Warner 2009.
- Javier Vargas Blues Band, «Comes Alive with Friends», DVD 2009.
- «Guardado en la Memoria, «Homenaje a León Gieco», 2009.
- Andrés Calamaro, «On the Rocks», DVD, Warner 2010.